# John McCone
John Alexander McCone, född 4 januari 1902 i San Francisco, Kalifornien, död 14 februari 1991 i Pebble Beach, Monterey County, Kalifornien, var en amerikansk affärsman och politiker som var chef för CIA mellan 1961 och 1965.
McCone mottog en ingenjörsexamen från University of California i Berkeley och 1933 hade han blivit vice VD för Consolidated Steel Corporation. 1937 lämnade han stålbranschen och bildade koncernen Bechtel-McCone, som designade och byggde raffinaderier och kraftverk i USA, Sydamerika och Mellanöstern.
1947 utnämndes McCone av president Harry Truman till Air Policy Commission. Följande år utsågs han till särskild assistent åt försvarsminister James Forrestal. 1950 blev han Under Secretary of the Air Force och 1951 återvände han till det privata näringslivet.
1958 utsågs McCone av president Dwight D. Eisenhower till ordförande för Atomic Energy Commission. Under hans två år på posten startade USA sitt "Atoms for Peace"-initiativ, där man försökte nå en överenskommelse med Sovjetunionen att förbjuda kärnvapentester. Ett förbud uppnåddes aldrig men 1959 inleddes ett samarbete inom kärnvapenforskningen.
McCone lämnade sin post med Eisenhower, men efter den misslyckade invasionen av Grisbukten 1961, utsågs han av president John F. Kennedy till Allen Dulles ersättare som chef för CIA. Under sina år på posten prioriterades underrättelseverksamheten snarare än dolda operationer. Dessa kvaliteter visade sig under Kubakrisen i oktober 1962 då CIA var de första som varnade för att Sovjetunionen planerade att placera missiler på Kuba. Detta förbättrade CIA:s trovärdighet hos president Kennedy och hans bror Attorney general Robert Kennedy.
McCone stannade på sin post efter mordet på John F. Kennedy 1963, men hade inte samma goda kontakt med president Lyndon Johnson som med Eisenhower och Kennedy. Han lämnade sin post 1965 och återvände till det privata näringslivet.
1987 mottog McCone Presidential Medal of Freedom av president Ronald Reagan.